# 刘有光 (少将)
刘有光（1914年5月22日—2001年7月4日），原名刘秀卿，字相臣，曾用名刘固，直隶（今河北）景县窑上村人，中国人民解放军开国少将。 

## 生平
出身富农家庭。1922年入景县初级小学读书。1931年入天津中日中学读书。1932年6月入北平中法大学附属成达中学。1933年1月加入中国革命互济会北平分会。1933年6月任北平西城区革命互济会宣传委员。1934年5月任北平西城区革命互济会书记。1934年9月入天津中山中学高中部读书。1935年1月加入天津中华民族武装自卫委员会。1935年4月经张学文介绍加入中国共产主义青年团。1935年9月转入北平求实中学高中部读书。1935年10月加入北平新文学研究会。参加了一二·九运动。1936年1月入河北省博野县的乡村建设工作人员训练班学习（党支部书记吕其恩）。1936年3月，受党组织派遣到绥远河套工作，由于叛徒告密被捕入北平草岚子监狱关押至9月。在狱中经刘子久介绍转为中国共产党党员。出狱后到山西任牺牲救国同盟会组织干事、1936年11月任中共山西省公开工作委员会委员。 1937年1月任山西民众干部训练团第一队政治干事。
抗战爆发后，1937年8月任山西青年抗敌决死队第一大队第二中队政治指导员、1937年11月任决死一纵队第一总队第一大队政治指导员，1939年1月任决死第一总队政治部组织科科长、1939年5月任决死第一总队政治主任，1940年1月任决死第一纵队第38团政治委员、1941年1月任决死第一纵队政治部副主任，1941年8月任决死第一旅政治部主任，1943年3月任太岳军区第一军分区兼政治部主任。
1945年10月任晋冀鲁豫野战军陈赓太岳纵队第十一旅政治委员。1945年11月任晋冀鲁豫野战军第四纵队第二十二旅政治委员。1946年1月任晋冀鲁豫野战军陈赓第四纵队政治部主任。1946年7月任晋冀鲁豫野战军第四纵队第十一旅政治委员。1948年3月兼任中共洛阳市委书记。1948年5月中原野战军第四纵队政治部主任。1949年2月任第二野战军第十三军政委。1949年5月兼任中共南昌市工作委员会书记。
中华人民共和国成立后，1950年4月任中国人民解放军第四兵团兼云南军区政治部主任兼中共滇南工委书记兼滇南卫戍区政治委员。1951年3月任中国人民志愿军第三兵团政治部主任。1954年4月从朝鲜回国，任哈尔滨军事工程学院副政治委员兼政治部主任、党委第二副书记、学院党的监察委员会书记。1955年9月被授予少将军衔，荣获二级独立自由勋章、一级解放勋章。1957年11月16日任国防部第五研究院政治委员、党委书记。1965年1月任第七机械工业部副部长、党委副书记。1979年1月任第七机械工业部第一副部长、第二书记。1979年3月兼任国防科委副政委。1980年10月兼任国防科委政委、第二书记。1982年8月任国防科工委政治委员兼政治部主任兼纪委书记。1985年4月退二线，任全国人大常委会中国-意大利友好小组主席。